# يخنة فاصوليا
يحضّر طبق يخنة فاصوليا بشكل كبير في الدول العربية خاصّة في لبنان ويقدّم إلى جانبه الأرز الأبيض. يتكوّن عادةً من الفاصوليا، اللحم، البصل، معجون الطماطم، الثوم، الكزبرة، اليانسون، الزيت النباتي، البهار والملح.
يعتبر هذا الطبق مصدر هام للحديد والبروتيينات بالإضافة إلى عدد كبير من الفيتامينات كالفوليت folate.